# Borjana-Gletscher
Der Borjana-Gletscher (bulgarisch ледник Боряна lednik Borjana) ist ein 11 km langer und 3,2 km breiter Gletscher an der Nordenskjöld-Küste des Grahamlands auf der Antarktischen Halbinsel. Von den südöstlichen Hängen des Detroit-Plateau fließt er zunächst zwischen der Rice Bastion und dem Gusla Peak, wendet sich dann südwärts und fließt zwischen dem Desudawa- und dem Darwari-Gletscher zur Mundraga Bay.
Britische Wissenschaftler kartierten ihn 1978. Die bulgarische Kommission für Antarktische Geographische Namen benannte ihn 2012 der Ortschaft Borjana im Nordosten Bulgariens.